# Мирне (Бердичівський район)
Ми́рне — село в Україні, у Бердичівському районі Житомирської області. Населення становить 264 особи.

## Населення
Згідно з переписом УРСР 1989 року чисельність наявного населення села становила 242 особи, з яких 110 чоловіків та 132 жінки.
За переписом населення України 2001 року в селі мешкали 264 особи.

### Мова
Розподіл населення за рідною мовою за даними перепису 2001 року:
| Мова       | Відсоток |
| ---------- | -------- |
| українська | 92,42 %  |
| російська  | 7,58 %   |